# Красносулинский район
Красносули́нский райо́н  — административно-территориальная единица (район) и муниципальное образование (муниципальный район) в Ростовской области России.
Административный центр — город Красный Сулин.

## История
Образован район в 1923 году. В 1920—1924 годах территория входила в состав Донецкой губернии УССР. В 1924—1934 годах район входил в Северо-Кавказский край. В 1934—1937 годах в  Азово-Черноморский край. В 1931—1937 годах район дважды упразднялся, а г. Красный Сулин выделялся в самостоятельный административный центр. 13 сентября 1937 года постановлением ЦИК СССР Азово-Черноморский край был разделён на Краснодарский край и Ростовскую область. Город вошёл в состав Ростовской области. Из пригородной зоны города в 1940 году был образован Красногвардейский район с центром в селе Соколово-Кундрюченском. В 1956 году Красногвардейский район был объединён с территорией Красносулинского горсовета с присвоением ему наименования Красносулинский район. 28 апреля 1962 года Красносулинский район был упразднён, а его территория разделена между Зверевским, Октябрьским и Родионово-Несветайским районами. Район вновь образован 12 января 1965 года.

## География
Красносулинский район расположен на западе Ростовской области. Граничит с Октябрьским, Белокалитвинским и Каменским районами, городами Шахты и Новошахтинск, а также с Украиной, на его территории находится контрольно-пропускной пункт Ростовской таможни. Общая площадь района — 1950 км².

## Население
| 2002    | 2004    | 2009    | 2010    | 2011    | 2012    | 2013    | 2014    | 2015    |
| ------- | ------- | ------- | ------- | ------- | ------- | ------- | ------- | ------- |
| 34 906  | ↗81 900 | ↗84 874 | ↘81 825 | ↘81 601 | ↘80 352 | ↘79 070 | ↘78 335 | ↘77 646 |
| 2016    | 2017    | 2018    | 2019    | 2020    | 2021    |         |         |         |
| ↘76 834 | ↘75 896 | ↘75 358 | ↘74 510 | ↘74 115 | ↘71 932 |         |         |         |

Национальный состав
По итогам переписи населения 2020 года проживали следующие национальности (национальности менее 0,1 % и другое см. в сноске к строке «Другие»):
| Национальность | Численность, чел. | Доля     |
| -------------- | ----------------- | -------- |
| Русские        | 64 799            | 94,33 %  |
| Армяне         | 729               | 1,06 %   |
| Азербайджанцы  | 440               | 0,64 %   |
| Украинцы       | 311               | 0,45 %   |
| Цыгане         | 249               | 0,36 %   |
| Курды          | 211               | 0,31 %   |
| Татары         | 69                | 0,10 %   |
| Другие         | 1884              | 2,75 %   |
| Итого          | 68 692            | 100,00 % |

## Административно-муниципальное устройство
В Красносулинском районе 80 населённых пунктов в составе трёх городских и 12 сельских поселений:
| №  | Городские и сельские поселения         | Административный центр        | Количество населённых пунктов | Население | Площадь, км2 |
| -- | -------------------------------------- | ----------------------------- | ----------------------------- | --------- | ------------ |
| 1  | Горненское городское поселение         | рабочий посёлок Горный        | 2                             | ↗2508     | 3,75         |
| 2  | Красносулинское городское поселение    | город Красный Сулин           | 1                             | ↘35 697   | 90,21        |
| 3  | Углеродовское городское поселение      | рабочий посёлок Углеродовский | 1                             | ↗2242     | 2,94         |
| 4  | Божковское сельское поселение          | хутор Божковка                | 11                            | ↗3740     | 280,94       |
| 5  | Владимировское сельское поселение      | станица Владимировская        | 5                             | ↘2262     | 266,19       |
| 6  | Гуково-Гнилушевское сельское поселение | хутор Гуково                  | 8                             | ↗1509     | 97,38        |
| 7  | Долотинское сельское поселение         | хутор Молаканский             | 5                             | ↘1676     | 104,30       |
| 8  | Киселёвское сельское поселение         | село Киселёво                 | 13                            | ↗2668     | 191,05       |
| 9  | Ковалёвское сельское поселение         | хутор Платово                 | 5                             | ↗2718     | 96,90        |
| 10 | Комиссаровское сельское поселение      | хутор Лихой                   | 7                             | ↘6001     | 110,54       |
| 11 | Михайловское сельское поселение        | хутор Михайловка              | 4                             | →1891     | 108,22       |
| 12 | Пролетарское сельское поселение        | хутор Пролетарка              | 5                             | ↘2041     | 245,26       |
| 13 | Садковское сельское поселение          | хутор Садки                   | 4                             | ↘2651     | 257,98       |
| 14 | Табунщиковское сельское поселение      | село Табунщиково              | 5                             | ↘2468     | 93,60        |
| 15 | Ударниковское сельское поселение       | посёлок Пригородный           | 4                             | ↘2356     | 188,16       |

| №  | Населённый пункт    | Тип                           | Население | Муниципальное образование              |
| -- | ------------------- | ----------------------------- | --------- | -------------------------------------- |
| 1  | Бобров              | хутор                         | 209       | Киселёвское сельское поселение         |
| 2  | Богненко            | хутор                         | 102       | Киселёвское сельское поселение         |
| 3  | Божковка            | станция                       | 50        | Божковское сельское поселение          |
| 4  | Божковка            | хутор                         | ↘1166     | Божковское сельское поселение          |
| 5  | Большая Фёдоровка   | хутор                         | 797       | Владимировское сельское поселение      |
| 6  | Большое Зверево     | хутор                         | 12        | Долотинское сельское поселение         |
| 7  | Васецкий            | хутор                         | 263       | Гуково-Гнилушевское сельское поселение |
| 8  | Верхняя Ковалёвка   | хутор                         | 156       | Ковалёвское сельское поселение         |
| 9  | Владимировская      | станица                       | 1108      | Владимировское сельское поселение      |
| 10 | Водин               | хутор                         | 21        | Долотинское сельское поселение         |
| 11 | Володарский         | хутор                         | 189       | Божковское сельское поселение          |
| 12 | Горный              | рабочий посёлок               | ↗2452     | Горненское городское поселение         |
| 13 | Грачёв              | хутор                         | ↘317      | Михайловское сельское поселение        |
| 14 | Гривенная           | станция                       | 19        | Табунщиковское сельское поселение      |
| 15 | Гривенный           | хутор                         | 260       | Табунщиковское сельское поселение      |
| 16 | Грязновка           | хутор                         | 199       | Божковское сельское поселение          |
| 17 | Гуково              | хутор                         | 646       | Гуково-Гнилушевское сельское поселение |
| 18 | Долотинка           | хутор                         | 367       | Долотинское сельское поселение         |
| 19 | Донлесхоз           | посёлок                       | 176       | Пролетарское сельское поселение        |
| 20 | Дудкино             | хутор                         | 561       | Садковское сельское поселение          |
| 21 | Зайцевка            | хутор                         | 613       | Садковское сельское поселение          |
| 22 | Закордонный         | посёлок                       | 44        | Киселёвское сельское поселение         |
| 23 | Замчалово           | станция                       | ↘541      | Ковалёвское сельское поселение         |
| 24 | Зелёный Холм        | посёлок                       | 23        | Комиссаровское сельское поселение      |
| 25 | Калинов             | хутор                         | 0         | Божковское сельское поселение          |
| 26 | Калинов             | хутор                         | 112       | Гуково-Гнилушевское сельское поселение |
| 27 | Калиновка           | хутор                         | 94        | Комиссаровское сельское поселение      |
| 28 | Киселёво            | село                          | 805       | Киселёвское сельское поселение         |
| 29 | Колонка             | посёлок                       | 45        | Божковское сельское поселение          |
| 30 | Коминтерн           | хутор                         | 62        | Гуково-Гнилушевское сельское поселение |
| 31 | Коминтерн           | хутор                         | 203       | Киселёвское сельское поселение         |
| 32 | Комиссаровка        | хутор                         | 656       | Комиссаровское сельское поселение      |
| 33 | Красный Сулин       | город, административный центр | ↘35 697   | Красносулинское городское поселение    |
| 34 | Лесостепь           | посёлок                       | ↗93       | Горненское городское поселение         |
| 35 | Лихой               | хутор                         | ↗3162     | Комиссаровское сельское поселение      |
| 36 | Личный Труд         | хутор                         | 24        | Киселёвское сельское поселение         |
| 37 | Малая Гнилуша       | хутор                         | 450       | Пролетарское сельское поселение        |
| 38 | Малая Фёдоровка     | хутор                         | 188       | Владимировское сельское поселение      |
| 39 | Малое Зверево       | хутор                         | 308       | Владимировское сельское поселение      |
| 40 | Малый               | посёлок                       | 25        | Гуково-Гнилушевское сельское поселение |
| 41 | Марс                | хутор                         | 603       | Гуково-Гнилушевское сельское поселение |
| 42 | Михайловка          | хутор                         | ↘796      | Михайловское сельское поселение        |
| 43 | Молаканский         | хутор                         | 694       | Долотинское сельское поселение         |
| 44 | Молодёжный          | посёлок                       | ↘393      | Михайловское сельское поселение        |
| 45 | Нижняя Ковалёвка    | хутор                         | 267       | Ковалёвское сельское поселение         |
| 46 | Новоровенецкий      | хутор                         | 443       | Гуково-Гнилушевское сельское поселение |
| 47 | Обухов № 4          | хутор                         | 397       | Божковское сельское поселение          |
| 48 | Обухов № 7          | хутор                         | 21        | Божковское сельское поселение          |
| 49 | Октябрьский         | посёлок                       | 221       | Ударниковское сельское поселение       |
| 50 | Павловка            | село                          | 277       | Киселёвское сельское поселение         |
| 51 | Первомайский        | посёлок                       | ↘922      | Долотинское сельское поселение         |
| 52 | Первомайский        | хутор                         | 57        | Киселёвское сельское поселение         |
| 53 | Первомайский        | посёлок                       | 381       | Ударниковское сельское поселение       |
| 54 | Петровский          | хутор                         | 136       | Киселёвское сельское поселение         |
| 55 | Платово             | хутор                         | 1924      | Ковалёвское сельское поселение         |
| 56 | Почтовый            | хутор                         | 56        | Табунщиковское сельское поселение      |
| 57 | Правда              | хутор                         | 19        | Садковское сельское поселение          |
| 58 | Пригородный         | посёлок                       | 884       | Ударниковское сельское поселение       |
| 59 | Пролетарка          | хутор                         | 1026      | Пролетарское сельское поселение        |
| 60 | Прохоровка          | село                          | 525       | Пролетарское сельское поселение        |
| 61 | Пушкин              | хутор                         | ↘28       | Пролетарское сельское поселение        |
| 62 | Ребриковка          | село                          | 142       | Киселёвское сельское поселение         |
| 63 | Розет               | посёлок                       | 945       | Комиссаровское сельское поселение      |
| 64 | Розы Люксембург     | хутор                         | 7         | Гуково-Гнилушевское сельское поселение |
| 65 | Русско-Прохоровский | хутор                         | 232       | Владимировское сельское поселение      |
| 66 | Рябиновка           | посёлок                       | 380       | Табунщиковское сельское поселение      |
| 67 | Садки               | хутор                         | ↘1863     | Садковское сельское поселение          |
| 68 | Табунщиково         | село                          | 2006      | Табунщиковское сельское поселение      |
| 69 | Тацин               | хутор                         | 945       | Комиссаровское сельское поселение      |
| 70 | Тополевый           | посёлок                       | 1522      | Божковское сельское поселение          |
| 71 | Углеродовский       | рабочий посёлок               | ↗2242     | Углеродовское городское поселение      |
| 72 | Украинский          | хутор                         | 235       | Киселёвское сельское поселение         |
| 73 | Холодный Плёс       | хутор                         | ↘451      | Михайловское сельское поселение        |
| 74 | Чекунов             | хутор                         | 172       | Божковское сельское поселение          |
| 75 | Черевково           | посёлок                       | 995       | Ударниковское сельское поселение       |
| 76 | Чернецов            | хутор                         | 426       | Божковское сельское поселение          |
| 77 | Черников            | хутор                         | 312       | Киселёвское сельское поселение         |
| 78 | Чичерино            | посёлок                       | 854       | Комиссаровское сельское поселение      |
| 79 | Шахтенки            | хутор                         | 284       | Киселёвское сельское поселение         |
| 80 | Ясный               | хутор                         | ↗124      | Ковалёвское сельское поселение         |

## Экономика
Структура экономики города и района выглядит следующим образом:
- промышленность — 84,2 %,
- сельское хозяйство — 4,4 %,
- строительство — 2,4 %,
- жилищно-коммунальное хозяйство — 6,5 %,
- транспорт и связь — 1,1 %,
- прочие — 1,4 %.

На территории района находится 13 крупных и средних промышленных предприятий — Новошахтинский завод нефтепродуктов, ООО "Гардиан Стекло Ростов", ОАО «Красносулинхлеб», ОАО «Сулинский щебзавод МПС», ОАО «Каскад», ОАО «Владимировский карьер тугоплавких глин», ЗАО «Завод керамзито-бетонных деталей», ООО «Компания Сулинуголь», ЗАО «Птицефабрика Красносулинская», ООО «Сулинантрацит», строительная фирма ООО «Комплекс», ИМЗ — Исаевский машиностроительный завод, ООО «Квантстрой-М», и 151 малое предприятие.
На территории района находится зоопрак - Южный парк птиц Малинки.
Всего на территории Красносулинского района размещено более 250 предприятий розничной торговли и более 30 предприятий общественного питания.

### Транспорт
Через Красносулинский район проходит железная дорога СКЖД республиканского значения, связывающая юг России с центральной и северной частями страны. По северу Красносулинского района проходит железная дорога, соединяющая восточную часть области с Украиной.

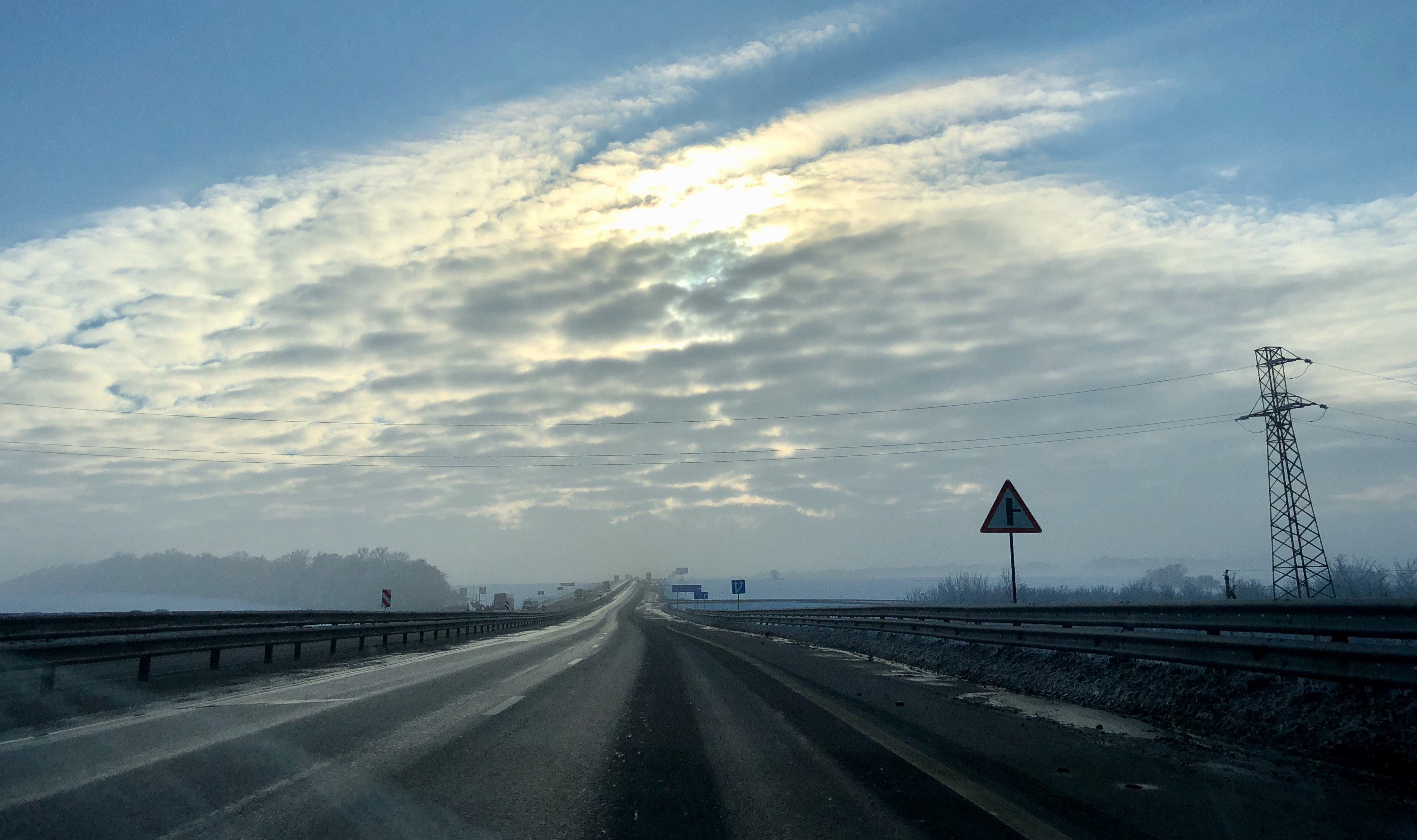
М4 «Дон»

По территории Красносулинского района проходит автотрасса «Дон» «М4» «Москва—Ростов-на-Дону» федерального значения, соединяющая юг России с центральной частью и северными территориями.

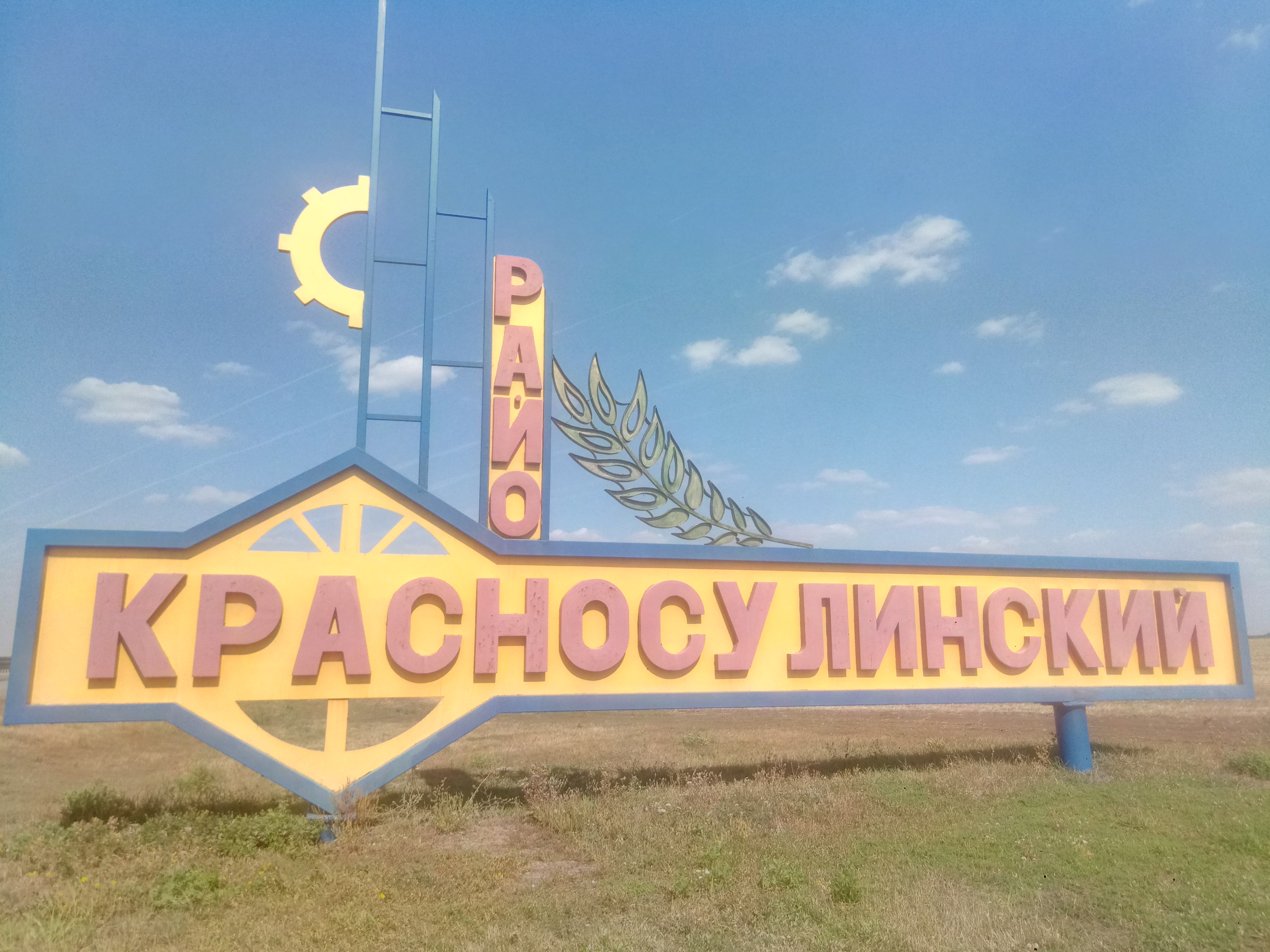
Указатель начала района, 2014 год
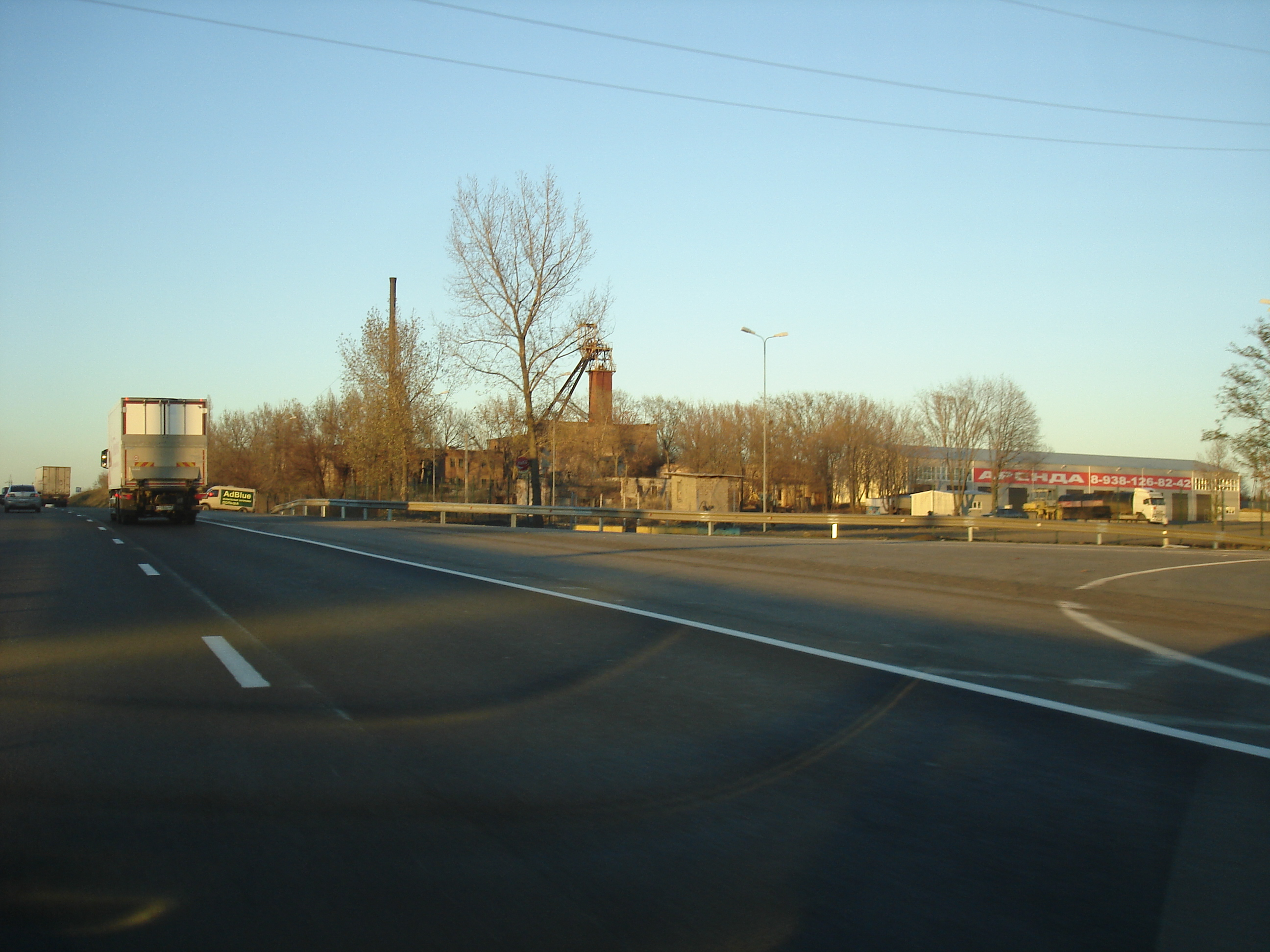
Шахта вблизи трассы М4

## Социальная сфера
В систему здравоохранения района входит 7 больниц и 43 ФАПа. Система общего образования района содержит 34 общеобразовательных учреждения, в том числе Красносулинский колледж промышленных технологий (объединивший в 2015 году Красносулинский механико-металлургический колледж и ПУ—62), филиал Шахтинского энергетического техникума, филиал ЮРГТУ, ДИДО, гимназия № 1 (занявшая первое место по области по уровню образования) и лицей № 7, также выигравший конкурс по президентской программе, построенное в 2021 году новое здание МБОУ СОШ № 6  на 600 мест.

## Русская православная церковь

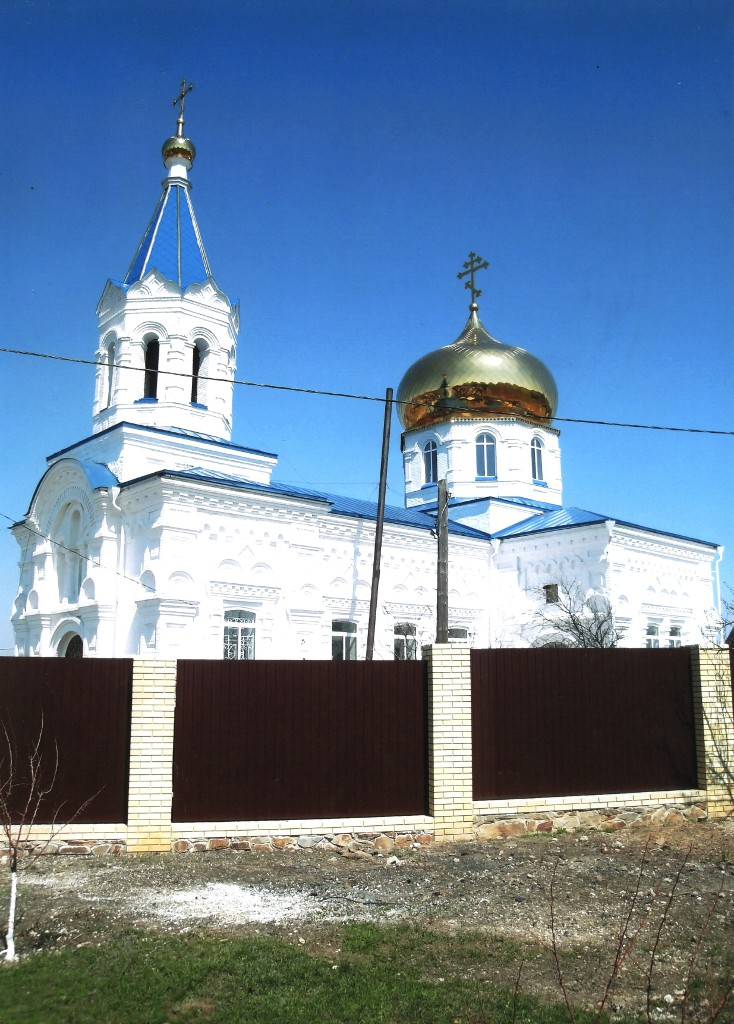
Храм Святителя Николая Чудотворца. Ростовкая обл., хутор Лихой

Относятся к Шахтинской епархии:
- Церковь Покрова Пресвятой Богородицы — г. Красный Сулин, пос. Казачий[23]
- Церковь Великомученицы Екатерины — г. Красный Сулин, Архивная копия от 24 марта 2017 на Wayback Machine пос. Сулин[24]
- Церковь Святого Благоверного князя Александра Невского — г. Красный Сулин, пос. Голонок[24]
- Церковь Святого великомученика Георгия Победоносца — Красносулинский район, хутор Лихой
- Церковь равноапостольной княгини Ольги — Красносулинский район, пос. Горный (недоступная ссылка — история).
- Молитвенный дом Рождества Пресвятой Богородицы — Красносулинский район, хутор Божковка (недоступная ссылка — история).
- Церковь Святой Троицы — Красносулинский район, хутор Чернецов
- Церковь великомученика и целителя Пантелеимона — Красносулинский район, хутор Павловка
- Церковь Успения пресвятой Богородицы — Красносулинский район, станица Владимировская
- Церковь священномученика Ермогена — Красносулинский район, село Прохоровка
- Церковь Николая Чудотворца ― хутор Гуково, Красносулинский район
- Церковь Алексия, человека Божия в хуторе Пролетарка. Храм был построен в 1908—1911 годах, (к настоящему времени не сохранилась).
- Алексеевская церковь при хуторе Александровско-Кундрюченском, (к настоящему времени не сохранилась)
- Андреевская церковь при поселке Сулиновском. (к настоящему времени не сохранилась)
- Церковь Александра Невского при заводе Сулинского акционерного общества. (к настоящему времени не сохранилась)
- Церковь Рождества Богородицы в х. Садки[25].

## Достопримечательности

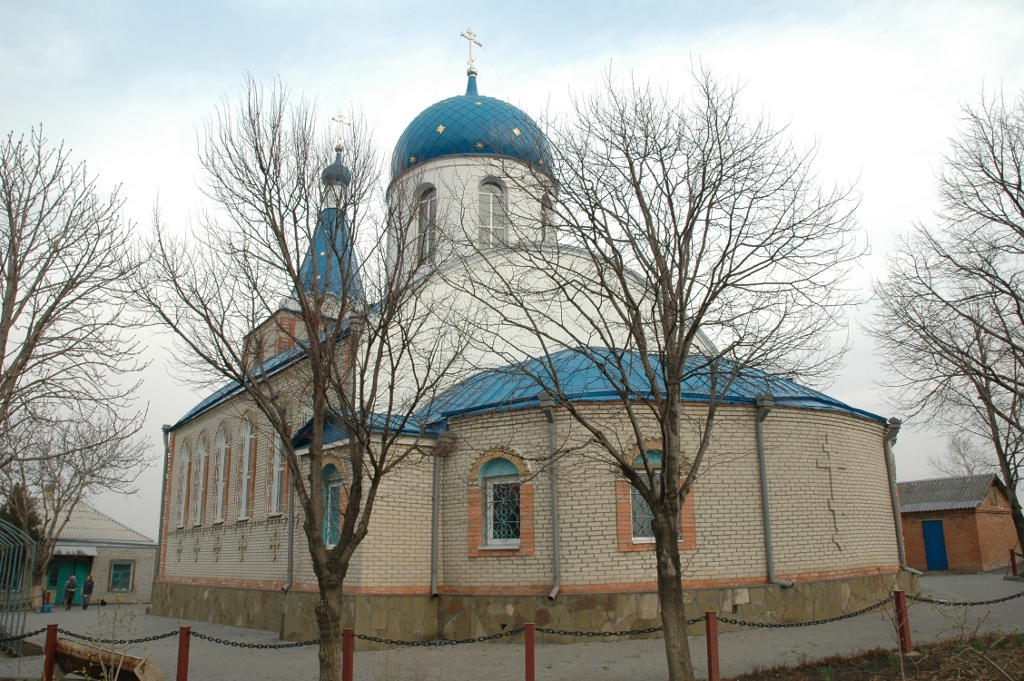
Храм Святителя Николая Чудотворца. Ростовкая обл., хутор Гуково

- «Мемориал „Победа“ воинам, погибшим в годы Великой Отечественной войны» в	г. Красный Сулин (реконструирован в декабре 2022 года).
- В городе Красный Сулин сооружено пять памятников В.И, Ленину[26].
- Памятник Ленину на центральной площади, носящей имя В. И. Ленина был открыт в 1934 году. Скульптура памятника установлена на четырёхметровом железобетонном постаменте. В годы Великой Отечественной войны памятник был взорван фашистами. Новый памятник Ленину открыли в 1967 году на месте взорванного памятника. Автор памятника — Исаак Давидович Бродский.
- Памятник В. И. Ленину на территории Сулинского металлургического завода (демонтирован)
- Памятник В. И. Ленину в посёлке ГрЭС — Несветай, установлен перед входом в городской Дворец Культуры (энергетиков) в 1956 году . Высота постамента составляет 2,5 м, высота скульптуры — 1,8 метра.
- Памятник В. И. Ленину установлен на территории завода металлоконструкций (ЗМК) в 1975 году . Скульптура памятника имеет высоту в 2 метра, (демонтирован, реконструирован и установлен на территории парка им. Сулина А.Л. - 23.09.2022 года).
- Памятник шахтёрам (2013) в г. Красный Сулин. Памятник установлен в память о погибших шахтерах. Красный Сулин является шахтёрским городом, здесь находилось большое количество действующих шахт Восточного Донбасса.
- Заказник Горненский, созданный в 2014 году.
- Затопленный Красносулинский карьер,(каньон) образовавшийся на месте карьерной выработки в 70-х годах

Археологические памятники:

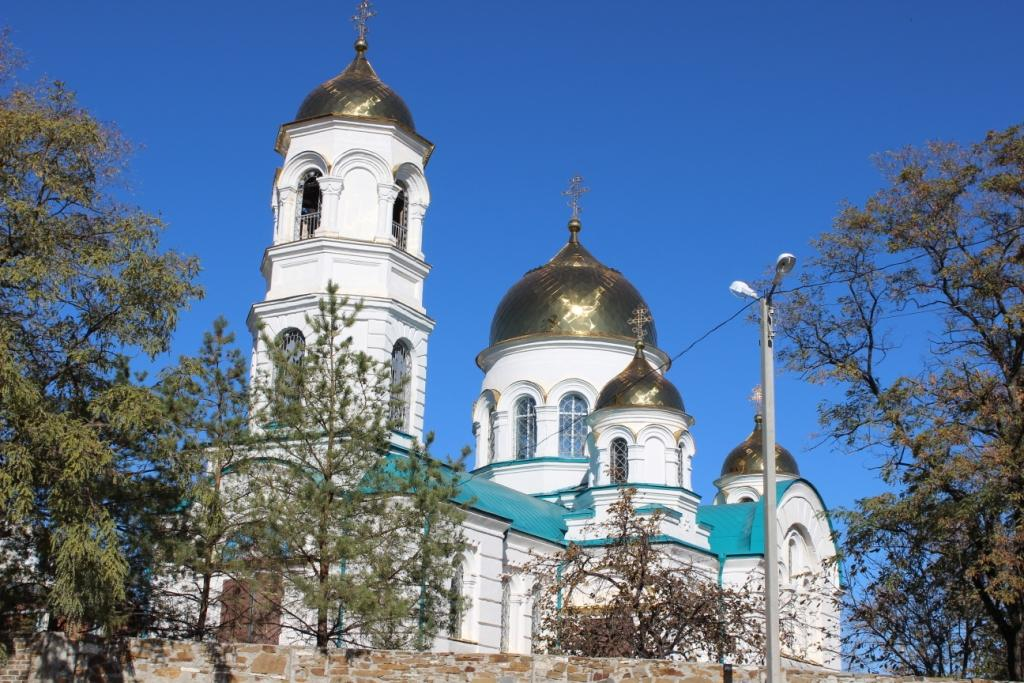
Покровский храм

- Курганная группа «Несветайский I».
- Курганная группа «Придорожный I».
- Курганная группа «Придорожный I».
- Поселение «Красносулинское I».
- Курган «Осиновый I».
- Курганная группа «Осиновый II».
- Курганная группа «Калинов I».

## Известные люди

### Герои Советского Союза
- Алексеев, Анатолий Иванович
- Галатов, Александр Миронович
- Гладков Василий Фёдорович
- Дернов, Пётр Сергеевич
- Евсюков, Николай Павлович
- Запорожский Иван Николаевич
- Калинин, Фёдор Алексеевич
- Корниенко, Иван Михеевич
- Кравцов, Алексей Савельевич
- Леденёв, Пётр Петрович
- Омельченко, Иван Алексеевич
- Просандеев, Иван Климентьевич
- Сидорин, Василий Николаевич
- Соломатин, Алексей Фролович
- Чистов, Иван Акимович

### Герои Российской Федерации
- Корзун, Валерий Григорьевич

### Герои Труда
- Замиусский Борис Андреевич[27].[28]
- Рожек Федор Т.

### Герои Социалистического Труда
- Аллилуев Алексей Степанович
- Куликов Владимир Никандрович
- Кравцов, Семён Иванович
- Новитченкова, Анна Ивановна
- Павлов Михаил Александрович
- Пастухов, Марк Иванович
- Полтавский, Иван Иванович
- Посыльный, Иван Дмитриевич
- Савичев Виктор Иванович
- Фомин, Тимофей Алексеевич
- Шевгалишин Андрей Сергеевич

### Полные кавалеры ордена Слава
- Бондаренко Дмитрий Васильевич
- Бочаров Алексей Лукьянович[29][30]
- Колесников Пётр Яковлевич
- Кузнецов Иван Филиппович
- Кучкурдин Николай Иванович
- Самохин Владимир Федорович
- Рулев Андрей Иванович

### Полные кавалеры ордена Трудовая Слава
- Назарова Зоя Михайловна

### Почётные граждане района
- Беришвили, Мамия Фомич (1921 — 2008) — труженик сельского хозяйства, ветеран Великой Отечественной войны, награждён орденами Трудового Красного Знамени, Красной Звезды, Отечественной войны II степени. Мамию Фомичу Беришвили присвоено высокое звание «Почетный гражданин Красносулинского района» в 2006 году.
- Заходяйченко, Виктор Васильевич  (1941 — 2019) — хозяйственный и партийный руководитель района, член Общественной палаты Красносулинского района, награждён орденами «Знак Почёта», Трудового Красного Знамени. Звание «Почетный гражданин Красносулинского района» присвоено в 2012 году.
- Кравченко, Любовь Георгиевна  (род. 1948) — бывший заместитель Главы Администрации Красносулинского района по социальным вопросам, директор Красносулинского металлургического колледжа, преподаватель высшей категории, Почетный работник среднего профессионального образования РФ, ветеран труда, лауреат областного конкурса «Директор года», член правления Ассоциации учебных заведений металлургической отрасли России. Награждена медалью ордена За заслуги перед Отечеством 2 степени. Звание «Почетный гражданин Красносулинского района» присвоено в 2008 году.
- Куценко, Николай Андреевич (1924 — 2010) — ветеран Великой Отечественной войны, ветеран труда, участник Парада Победы на Красной площади в Москве 24 июня 1945 г., награждён орденами Красной Звезды, Отечественной войны II степени. Звание «Почетный гражданин Красносулинского района» присвоено в 2005 году.
- Курносов, Иван Михайлович   (1942 — 2018) — бывший руководитель народного театра «Прометей» г. Красный Сулин, Заслуженный работник культуры РФ. Звание «Почетный гражданин Красносулинского района» присвоено в 2013 году.
- Марченко, Николай Иванович[31] (1938 - 2021) — директор Лиховского шахтоуправления, полный кавалер знака «Шахтёрская слава», заслуженный работник угольной промышленности, почетный шахтёр, имеет Золотой знак «Горняк России», депутат Собрания депутатов Красносулинского района, атаман Красносулинского юрта. Звание «Почетный гражданин Красносулинского района» присвоено в 2008 году.
- Михалёв Сергей Александрович [32](1953)  - Депутат Законодательного Собрания V-VI созывов .Член фракции «Единая Россия» Первый заместитель Председателя Законодательного Собрания Ростовской области – председатель комитета по социальной политике, труду, здравоохранению и межпарламентскому сотрудничеству Награжден орденом Мужества, знаком «Шахтерская слава» трех степеней, медалью ордена «За заслуги перед Ростовской областью». Кандидат экономических наук. Звание «Почетный гражданин Красносулинского района» присвоено в 2022 году.
- Скорикова, Екатерина Егоровна [33] (род. 1942) — бывший директор Горненского психоневрологического интерната, почетный работник Минтруда России, «Заслуженный работник социальной защиты населения Российской Федерации». Звание «Почетный гражданин Красносулинского района» присвоено в 2009 г.
- Сушков, Виктор Павлович (род. 1940) — Заслуженный врач РФ, заведующий Красносулинской центральной районной больницей, отличник здравоохранения. Звание «Почетный гражданин Красносулинского района» присвоено в 2010 году.
- Шевченко, Пётр Клементевич[34] (1926 — 2008) — журналист, ветеран Великой Отечественной войны, награждён орденами Отечественной войны I и II степени, Красной Звезды. Звание «Почетный гражданин Красносулинского района» присвоено в 2005 г.

### Гордость земли Сулинской
- Алавердян[35][36] Маргарита Львовна (1961) — солистка Мариинского театра г. Санкт-Петербург, оперная певица, лауреат Международных конкурсов.
- Бабичев[37] Сергей Егорович (1962) — Военный журналист, Главный редактор Службы военной информации международной информационной группы «Интерфакс», полковник запаса, награждён орденом «За военные заслуги», медалью ордена «За заслуги перед Отечеством II степени».
- Бетаки[38] Василий Павлович (1930—2013) — Поэт, переводчик, радиожурналист и историк архитектуры. В 1951 году работал режиссёром самодеятельных театральных кружков в школах и в Доме культуры в г. Красный Сулин. Член Союза писателей СССР с 1965 по 1972 годы. Переводил Э. По, Р. Киплинга, Т. С. Элиота, В. Скотта, других европейских и американских поэтов, а также выпустил более 15 сборников собственных стихов, большая часть из которых издана после 1990 года. Свободно владел французским, английским, немецким языками.
- Гретченко[39] Валерий Евгеньевич (1941—1997) — Почётный металлург, бывший начальник цеха железного порошка Сулинского металлургического завода, кандидат технических наук, изобретатель и рационализатор.
- Ганин[40] Михаил Иванович (1903—1940) — Советский разведчик, дипломат, Советник Полномочного представительства СССР в Китае, полковник. Репрессирован. Реабилитирован посмертно 25.06.1957 г. определением ВК ВС СССР.
- Давидьянц[41][42] Виктор Тигранович (1932—1992) — Лауреат Государственной премии СССР, бывший инженер-испытатель, начальник отдела № 12, лаборатории прочностных испытаний и средств спасения самолётов и пилотируемых космических аппаратов завода № 918 Государственного комитета по авиационной технике при Совете Министров СССР — НПП «Звезда», лично написавший аббревиатуру СССР на гермошлемах Гагарина Ю. А. и Титова Г. С. в 1961 г.
- Денисов[43] Георгий Яковлевич — (1910—2005) — бывший член Комитета партийного контроля при ЦК КПСС, Делегат XXI, XXII, XXIII съездов КПСС, Депутат Верховного Совета СССР 6 и 7 созывов. Награждён орденом Ленина, 3 орденами Трудового Красного Знамени, орденом Красной Звезды, орденом Знак Почёта.
- Иванов, Порфирий Корнеевич—(1898—1983) создатель оздоровительной и духовной системы, основатель движения "Ивановцев", религиозный деятель.
- Калюжнов[44] Алексей Сергеевич — 1947 — Кавалер двух орденов Трудовая Слава III и II степени, Почётного знака Шахтёрская Слава III и II степени, бывший бригадир комплексной бригады по добыче угля, ГРОЗ. Ветеран труда.
- Кожанов[45] Вячеслав Александрович (1946) — Заслуженный работник сельского хозяйства РФ, бывший директор ООО Агрофирмы «Талисман» Красносулинского района.
- Косиор[46] Владислав Викентьевич (1891—1938). Учился в заводской школе г. Сулин (ныне г. Красный Сулин), Работал на металлургическом заводе. Революционер. Чл. Сулинской организации РСДРП. Советский партийный деятель. Член ВЦИК СССР. Делегат VII Всероссийского съезда Советов рабочих, крестьянских, красноармейских, трудовых, казачьих депутатов (1919), Делегат VIII (1919), IX (1920), XI (1922), XII (1922) съездов партии. Главный редактор газеты «Труд» (1923—1925), чл. Президиума ВЦСПС, Представитель Внешторгбанка в Париже. (1925, 1926). Репрессирован. Реабилитирован Военной коллегией Верховного Суда СССР посмертно в 1956 году.
- Косиор[47] Иосиф Викентьевич (1893—1937). Учился в заводской школе г. Сулин (ныне г. Красный Сулин), Работал на металлургическом заводе. Основатель нефтепромыслов Грозного, заместитель Председателя ВСНХ СССР, заместитель наркома тяжёлой промышленности СССР, Уполномоченный Совнаркома СССР, наркоматов тяжёлой, оборонной промышленности, путей сообщения, по Дальневосточному краю. Награждён орденами Ленина, Красного Знамени, Трудового Красного Знамени.
- Косиор[48] Казимир Викентьевич (1896 −1938). Учился в заводской школе г. Сулин (ныне г. Красный Сулин). Окончил промышленную академию. Работал в 1930—1934 г.г. в Берлине, в Копенгагене — представителем СССР в советско-немецком торговом обществе. Нарком лесной промышленности Украинской ССР. Репрессирован. Реабилитирован посмертно Военной коллегией Верховного Суда СССР в апреле 1956 г.
- Косиор Станислав Викентьевич (1889—1939). Учился в заводской школе г. Сулин (ныне г. Красный Сулин), Работал на металлургическом заводе. Революционер. Чл. РСДРП (1907), Председатель Сулинской организации РСДРП (1908 −1911). Советский партийный деятель. Один из организаторов КП(б) Украины (1918), Нарком финансов Украины (03.1918), чл. Оргбюро по созыву I съезда КП(б)У.(04.1918) Секретарь подпольного Правобрежного (Киевского) областного комитета КП(б)У.(11.1918 — 02.1919), Секретарь ЦК КП(б) Украины (05.1919 — 12.1920), Секретарь Зафронтовое бюро ЦК КП(б)У.(07 — 1919), Секретарь Сибирского бюро ЦК РКП(б), (1922—1925), Член ЦК ВКП(б) (1924), (кандидат (1923). Член Оргбюро и секретарь ЦК ВКП(б) (1925—1928), С 1928 по 1938 год — Генеральный (1928—1934), Первый секретарь ЦК КП(б)У(1934—1938). Кандидат в чл. Политбюро ЦК ВКП(б) (1927), Чл. Политбюро ЦК ВКП(б) (1927—1930). Чл. Президиума ЦИК СССР. Награждён орденом Ленина (1935), «За выдающиеся успехи в области сельского хозяйства». Зам. председателя СНК СССР и председатель Комиссии советского контроля при СНК СССР (.01.1938). Репрессирован (02.1939). Реабилитирован посмертно Военной коллегией Верховного Суда СССР (03.1956).
- Мякинченко[49] Вячеслав Александрович (1954) — бывший Глава Администрации г. Красный Сулин и заместитель Главы Администрации Красносулинского района, Историк, краевед, член Союза писателей Дона, окончил Ростовский Государственный университет, исторический факультет, автор книг о Донском крае и его людях «Сулинская земля: Время и лица», «Имена опаленные войной», «Футбол, ты властен над умами», «Сулин и Сулинцы», «Наша школа вторая любимая…», «Родные лица земляков» и др. Активно пропагандирует сохранение исторического и культурного наследия. Председатель правления Ростовской региональной историко-краеведческой общественной организации «Наше Наследие»
- Пастухов, Николай Петрович (1820—1909) — промышленник, меценат XIX века.
- Садовский[50] Генрих Мечеславович (1926—1998) — Заслуженный металлург РФ, бывший начальник центральной лаборатории СМЗ, изобретатель и рационализатор,
- Ткачёва[51] Мария Егоровна (1931—2004) — Заслуженный работник культуры РСФСР, библиотекарь, краевед
- Черняк[52] Петр Иванович (1936—2006) — Заслуженный работник культуры РСФСР,, бывший директор Красносулинской районной киносети.
- Чумаков[53], Александр Федорович[54] (1935 — 2019) — Заслуженный металлург РФ, бывший директор Сулинского металлургического завода, член городской Общественной палаты, чл. Ростовской региональной историко-краеведческой общественной организации «Наше наследие», награждён орденом Трудового Красного Знамени, 2 орденами «Знак Почёта». Звание «Почетный гражданин г. Красный Сулин» присвоено в 1997 г.
- Чумаченко Виктор Павлович (1941—2004) — заслуженный строитель РФ, уроженец г. Красный Сулин, бывший начальник строительного управления Красносулинского района

Учёные
- Алёхин[55] Валерий Васильевич (1937 - 1995), доктор технических наук, профессор. Лауреат Государственной премии СССР (1980) - за создание взрывательного устройства к противотанковому управляемому комплексу «Метка». (1970). Работал в Новосибирском Академгородке, затем в Москве, в институте космических исследований, в Научно-исследовательском технологическом институте имени П. И. Снегирёва
- Анисимов  Владимир Михайлович, 1954, доктор философских наук, профессор, референт Управления Президента РФ по вопросам государственной службы и кадров. Действительный государственный советник РФ 3 класса(2005). Награжден орденом «За службу Родине в Вооруженных Силах» III степени, медалью ордена «За заслуги перед Отечеством» II степени, медалью «За боевые заслуги» и 10 другими медалями. За эффективную работу по обеспечению деятельности главы государства объявлена благодарность Президента РФ (март 2009 г.)
- Бабичев  Анатолий Прокофьевич (1928 - 2018), доктор технических наук, профессор, заслуженный деятель науки и техники РСФСР.(1991). С 1968 года работал в Ростовском институте сельскохозяйственного машиностроения (Донском государственном техническом университете): старший преподаватель, доцент, профессор, в 1973—1993 годах — заведующий кафедрой, декан факультета технологии машиностроения.
- Дашукаева Карина Геннадьевна, 1961, доктор ветеринарных наук, профессор,Воронежского аграрного университета.
- Демидова Александра Васильевна, 1930, доктор медицинских наук(1969), профессор(1972),.работала на кафедре гематологии, ведущий специалист в области хронических заболеваний лейкозом. Последние годы работала научным консультантом Российской академии медицинской наук .
- Дровников Александр Николаевич, 1941, доктор технических наук (1988), профессор Донской государственной академии сервиса и НГТУ. Ученый-механик, известный работами в области теории механизмов и машин, систем приводов, робототехники, гидропривода и гидропневматики, струйной техники, горных и строительных  машин, подъемно-транспортных машин.
- Дровникова Лариса Николаевна, 1928, доктор филологических наук. Преподавала во Владивостокском университете. а также в Москве, в разных вузах, а также в Свято-Тихоновском православном университете, вела курс культуры речи.
- Зайцев[56] Владимир Николаевич (1937 - 1991), доктор экономических наук, профессор, преподавал Московском химико-технологическом институте им. Д.И. Менделеева
- Катаев  Семен Исидорович (1904 - 1991), доктор технических наук, профессор, заслуженный деятель науки и техники РСФСР, работал директором института радиотехники и электроники, основоположник космической связи, один из изобретателей телевизора. Имя Семена Исидоровича Катаева носит Кафедра телевидения Московского электротехнического института связи (ныне Московский Университет Связи и информатики)
- Павлов  Игорь Михайлович (1900 -1985), доктор технических наук, профессор, лауреат Ленинской премии (1966), советский учёный в области металлургии и теории процессов пластической деформации, член-корреспондент АН СССР (1946),  Награжден орденом Ленина, 3 орденами Трудового Красного Знамени, орденом Дружбы народов а также медалями.
- Павлов  Михаил Александрович (1863 - 1958), доктор технических наук. профессор, дважды лауреат Сталинской премии (1943, 1947), российский и советский металлург, академик АН СССР (1932); член-корреспондент (1927), Герой Социалистического Труда (1945).
- Павлова Нина Михайловна (1897—1973) — Учёный -селекционер. Доктор биологических наук. Детская писательница, автор более 13 книг для детей[57].
- Платонов  Василий Васильевич, 1928, доктор  технических наук, профессор, заслуженный деятель науки и техники РФ, заслуженный работки высшей школы РФ, С 1963 года в Новочеркасском политехническом институте: ассистент, старший преподаватель, доцент, профессор, в 1979—1999 годах — заведующий кафедрой «Электрические станции».
- Посыльный  Иван Дмитриевич (1922 - 2005), доктор технических наук, профессор, академик РАЕН (1997), генеральный директор ПО «Ростовуголь», Ростовская область. Герой Социалистического Труда (1981), заслуженный шахтёр России.
- Посыльный[58]  Василий Дмитриевич 1922, доктор технических наук, профессор, министр топливной промышленности РСФСР,  профессор Шахтинского института (филиала) Южно-Российского технического университета
- Румынский   Александр Николаевич (1935 - 2006), доктор физико – математических наук (1979), заслуженный деятель науки РФ (1996), действительный член Российской Академии естественных наук, лауреат Государственной премии СССР (1985), лауреат премии Н. Е. Жуковского 1-й степени (1969г.), начальник лаборатории радиационной газодинамики и экспериментальной аэродинамики ЦНИИ машиностроения. С 1987 года - профессор Московского физико-технического института. Под его научным руководством были защищены десятки кандидатских диссертаций. Нобелевские лауреаты по физике 2010 г. А. Гейм и К. Новосёлов были слушателями его лекций.
- Семенов  Евгений Владимирович, 1935, доктор технических наук (1979), профессор, Преподаваемые дисциплины Научные основы переработки растительного сырья; Физико-химические основы и принципы переработки сырья в технологии сахаристых продуктов, в технологии жиров, эфирных масел и парфюмерно-косметических продуктов, сахарного производства. Технология комплексной переработки перспективных видов углеводсодержащего сырья.. Награжден золотой медалью ВДНХ за создание завода по глубокой переработке сырого молока производительностью 3-5 т/сутки.
- .Слинько [59]  Анатолий Анатольевич, 1928, доктор политических наук, профессор, академик РАЕН, заведующий кафедрой международных отношений и мировой политики Воронежского государственного университета.
- Терпигорев Александр Митрофанович (1873 - 1959), доктор технических наук (1934), русский и советский учёный, горный инженер,лауреат Сталинской премии 2 ст.. Заслуженный деятель науки техники РСФСР, (1934).  Работал на металлургическом заводе вблизи ст. Сулин, Воронежско-Ростовской железной дороги («Сулинский чугуноплавильный и железоделательный завод Н. П. Пастухова»), пройдя путь от заведующего шахтой до управляющего горными предприятиями (рудниками). Награжден 3 орденами Ленина (1943 1948, 1953), 2 орденами Трудового Красного Знамени (1939, 1945).
- Уфлянд[60]  Игорь Ефимович, 1956, доктор химических наук, профессор, член-корреспондент РАЕН, заведующий кафедрой химии РГПУ, почётный работник высшего профессионального образования РФ. Преподаваемые дисциплины: Физическая химия, Определение физической химии, история развития, основные разделы.
- Фетисов Валерий Георгиевич (1939 - 2017), доктор физико-математических наук, заслуженный деятель науки республики РСО-Алания, заслуженный работник высшей школы РФ (2001), Профессор кафедры «Математика» филиала ДГТУ (Институт сферы обслуживания и предпринимательства г. Шахты, Ростовская область,Предметом деятельности являлось выполнение фундаментальных и поисковых работ в областях современной математики и ее приложений, таких, как математический и функциональный анализ, комплексный анализ, теория и приложения дифференциальных и интегральных уравнений, современные разделы математической физики и математического моделирования